# Aeropuerto Internacional de Chuuk
El Aeropuerto internacional de Chuuk (en inglés: Chuuk International Airport) es un aeropuerto situado en Weno (antes Moen), la isla principal del Estado de Chuuk (anteriormente, Truk) en los Estados Federados de Micronesia.

## Líneas aéreas y destinos
Al igual que muchas islas de la región, el servicio aéreo comercial es bastante limitado debido a la escasa población y el tráfico turístico. Los servicios de pasajeros programadas para Chuuk funcionan solo a través de United Airlines (anteriormente Continental Micronesia) que presta servicio entre Guam y Honolulu (tres veces por semana en cada sentido) y el vuelo de Guam-Chuuk, Pohnpei, que es una vez por semana en cada sentido.
| Aerolíneas           | Destinos                                                     |
| -------------------- | ------------------------------------------------------------ |
| Caroline Islands Air | Charter: Fais, Houk, Onoun, Pohnpei, Ta, Ulithi, Woleai, Yap |
| United Airlines      | Guam, Honolulu, Kosrae, Kwajalein, Majuro, Pohnpei           |

## Accidentes
- El 28 de septiembre de 2018, el vuelo 73 de Air Niugini, un Boeing 737-800, aterrizó antes de la pista y se detuvo en una laguna, una persona murió y las 35 pasajeros y 11 tripulantes restantes escaparon con lesiones graves.[3]